# Goldene Kamera 2016
Die Verleihung der Goldenen Kamera 2016 fand am 6. Februar 2016 zum zweiten Mal in der Hamburg Messe in Hamburg statt. Es war die 51. Verleihung dieser Auszeichnung. Zum ersten Mal wurde die Goldene Kamera nicht von der Fernsehzeitschrift Hörzu, sondern von der gesamten Funke Mediengruppe ausgerichtet. Die Moderation übernahm zum 13. Mal Thomas Gottschalk. Die Verleihung wurde live zur Hauptsendezeit im ZDF übertragen und wurde von 3,53 Mio. Zuschauern gesehen (11,6 % Marktanteil).
In der Jury unter dem Vorsitz von Christian Hellmann, Chefredakteur von Hörzu und weiterer Publikationen, saßen Matti Geschonneck, Guido Maria Kretschmer, Axel Milberg, Anna Maria Mühe, Cordula Stratmann und zwei Hörzu-Redaktionsmitglieder.

## Preisträger und Nominierungen

### Beste Information
Dunja Hayali
(Laudatio: Michael Mittermeier)

### Beste(r) deutsche(r) Mehrteiler/Miniserie
Deutschland 83, RTL
Weissensee, Das Erste
Blochin, ZDF
(Laudatio: Emilia Schüle, Maria Ehrich, David Kross)

### Bester deutscher Fernsehfilm
Ein großer Aufbruch, ZDF
Tatort: Borowski und der Himmel über Kiel, Das Erste
Vorsicht vor Leuten, Das Erste
(Laudatio: Ulrich Matthes, Alexander Held)

### Bester deutscher Schauspieler
Jörg Hartmann – Weissensee
Jonas Nay – Deutschland 83
Michael Maertens – Vorsicht vor Leuten
(Laudatio: Cordula Stratmann)

### Beste deutsche Schauspielerin
Maria Simon – Silvia S. − Blinde Wut
Barbara Auer – Tod eines Mädchens
Dagmar Manzel – Besuch für Emma
(Laudatio: Florian David Fitz)

### Bester Nachwuchsschauspieler
Edin Hasanović (Goldene Kamera Nachwuchspreis)

(Laudatio: Namika)

### Leserwahl „Beliebtester Showmaster“
Die Leser der Programmzeitschriften und der Tageszeitungen der Funke Mediengruppe konnten in der Kategorie Beliebtester Showmaster vom 4. Dezember bis 18. Dezember 2015 ihren Favoriten wählen. Aus der Abstimmung sind anschließend vier Nominierungen hervorgegangen, unter denen die Fernsehzuschauer per SMS- und Telefonvoting als Sieger Günther Jauch kürten.
Günther Jauch – Wer wird Millionär?
Kai Pflaume – Klein gegen Groß, Wer weiß denn sowas?
Barbara Schöneberger – Die 2 – Gottschalk & Jauch gegen alle
Eckart von Hirschhausen – Frag doch mal die Maus, Hirschhausens Quiz des Menschen
(Laudatio: Horst Lichter)
Zur Auswahl in der Leserwahl standen ferner die folgenden Personen:
Guido Cantz – Verstehen Sie Spaß?
Wayne Carpendale – Keep Your Money, Superkids – Die größten kleinen Talente der Welt
Frank Elstner – Die große Show der Naturwunder
Steven Gätjen – Schlag den Raab
Oliver Geissen – Deutschland sucht den Superstar, Die schönsten Disney Songs aller Zeiten, Duell der Jahrzehnte, Die ultimativen Chart Shows
Thomas Gottschalk – Back to School – Gottschalks großes Klassentreffen
Daniel Hartwich – Let’s Dance, Das Supertalent, Stepping Out
Joko und Klaas – Joko gegen Klaas – Das Duell um die Welt, Circus HalliGalli, Mein bester Feind
Johannes B. Kerner – Der Quiz-Champion, Das Spiel beginnt, Ein Herz für Kinder
Andrea Kiewel – ZDF-Fernsehgarten
Markus Lanz – Markus Lanz, Menschen
Carmen Nebel – Willkommen bei Carmen Nebel
Jörg Pilawa – Quizduell, Spiel für dein Land – Das größte Quiz Europas
Oliver Pocher – 5 gegen Jauch
Stefan Raab – Schlag den Star
Florian Silbereisen – Feste der Volksmusik

### Leserwahl „Beliebtester deutscher Music-Act“
Die Leser der Programmzeitschriften und der Tageszeitungen der Funke Mediengruppe konnten in der Kategorie Beliebtester deutscher Music-Act vom 20. November bis 4. Dezember 2015 ihren Favoriten wählen.
Helene Fischer
(Laudatio: Michelle Hunziker)
Zur Auswahl in der Leserwahl standen neben der Gewinnerin die folgenden Music-Acts:
Andreas Bourani
Sarah Connor
Cro
Philipp Dittberner
Mark Forster
Herbert Grönemeyer
Felix Jaehn
Joris
Lena
Peter Maffay
Namika
Johannes Oerding
Pur
Revolverheld
Santiano
Robin Schulz
Sido
Söhne Mannheims
Unheilig

### Auszeichnungen für internationale Gäste

#### Bester Schauspieler international
Gerard Butler
(Laudatio: Til Schweiger)

#### Beste Schauspielerin international
Julianne Moore
(Laudatio: Jürgen Prochnow)

#### Lebenswerk Musik
The Beach Boys
(Laudatio: Rea Garvey)

#### Lebenswerk international
Helen Mirren
(Laudatio: Christian Berkel)